# Mariä Unbefleckte Empfängnis (Knodorf)
Die römisch-katholische Kirche Mariä Unbefleckte Empfängnis ist die Dorfkirche von Knodorf, einem Gemeindeteil der Stadt Vohburg an der Donau im oberbayerischen Landkreis Pfaffenhofen an der Ilm. Die Kirche mit der Adresse Hofmarkstraße 16 ist ein gelistetes Baudenkmal in Vohburg an der Donau.

## Geschichte
Das Kirchengebäude wurde im Jahre 1859 auf Initiative des Königlichen Hauptmanns Friedrich Karl Steudel, des damaligen Besitzers des 40 Meter südlich gelegenen Hofmarkschlosses, als Ortskapelle errichtet. Das Eigentumsrecht und der Bauunterhalt lagen damals bei der Ortschaft Knodorf, die zur Pfarrei Irsching gehört. Am 26. November 1930 wurde das Kirchlein benediziert und die erste Messe gehalten. Der Gemeinderat Irsching beschloss 1954 die Durchführung von Reparaturarbeiten, bei denen der gesamte Dachstuhl mit Decke erneuert und die Kapelle neu eingedeckt wurde. 1976 wurde das Turmdach mit Kupferblech neu eingedeckt, in den Jahren 1982/83 fand eine grundlegende Sanierung der Kapelle mit Trockenlegung des Mauerwerks statt.

## Beschreibung
Der polygonale Chorschluss der neun Meter langen und knapp fünf Meter breiten kleinen Saalkirche mit Satteldach weist nach Westen. Der mittige Giebelturm besitzt ein mit Kupfer gedecktes Zeltdach und ein Turmkreuz. Der Innenraum mit Empore ist flach gedeckt.